# Страфорд (Мисури)
Страфорд (енгл. Strafford) град је у америчкој савезној држави Мисури.

## Демографија
По попису из 2010. године број становника је 2.358, што је 513 (27,8%) становника више него 2000. године.
| Група             | 2000.         | 2010.         |
| Белци             | 1.777 (96,3%) | 2.230 (94,6%) |
| Афроамериканци    | 6 (0,3%)      | 12 (0,5%)     |
| Азијати           | 1 (0,1%)      | 6 (0,3%)      |
| Хиспаноамериканци | 33 (1,8%)     | 44 (1,9%)     |
| Укупно            | 1.845         | 2.358         |